# エイドリアン・スーティル
エイドリアン・スーティル（Adrian Sutil、1983年1月11日 - ）は、ドイツ出身のレーシングドライバー。血液型AB型、身長183cm。
2002年、スイス フォーミュラ・フォードより参戦。以降F3シリーズで実績を上げ、2006年には全日本F3選手権にて年間タイトルを獲得。翌2007年F1に昇格し、「スパイカー」「フォース・インディア」「ザウバー」で活躍した。

## 経歴

### 出生からF1参戦まで
父はバイオリニスト、母はピアニストという音楽一家に生まれる。自身も幼少期よりピアニストになる為の英才教育を受けていたが、14歳の時にゴーカートと出会い、そのエンジン音の虜に。ピアニストからレーサーへの道へ進むことを決める。
2000年にドイツカート選手権に参戦し総合3位など各種カート大会で経験を積んだ。
2002年にはスイスのフォーミュラ・フォードに参戦し、全12の選手権において全てのレースでポールトゥウィンを達成してチャンピオンに輝いた。2003年はドイツのフォーミュラBMWに参戦し、2回のポールポジションと4回の表彰台を獲得するも優勝には届かず、総合6位でシーズンを終えた。
2004年にはコリン・コレスのチームからユーロF3に参戦。2度のポールポジション獲得などの活躍を見せるが優勝には至らず、総合15位で初年度を終えた。最終戦ではASMに移籍し、翌2005年も同チームから参戦、チームメイトにはルイス・ハミルトンを迎えた。2勝をあげたものの15勝をあげたハミルトンに敗れ、総合2位で同シリーズを終えた。同年2005年冬には、初開催となる2005-2006A1グランプリにドイツチームとして、ポルトガル、オーストラリア、ドバイのレースにも出場している。最高位は12位が2回、チームは総合15位に終わった。
2006年、日本のトムスからのオファーを受け、全日本F3選手権にフル参戦する契約を結ぶ。雨の富士では接触でリアウイングを失うも、4位で完走するなど驚異的な走りを見せ、18戦中5勝をあげてシリーズチャンピオンに輝いた。また、8月に行われたSUPER GTの鈴鹿1000kmレースに、同じくトムスの36号車のサードドライバーとして、脇阪寿一、アンドレ・ロッテラーと共に出走した。また同年には、F1に新規参戦したミッドランドF1（MF1）チームのサードドライバーとして契約しており、F1の3レースで金曜日フリー走行に出走した（第5戦ヨーロッパGP、第11戦フランスGP、第17戦日本GP）。

### F1参戦後
2007年、MF1を買収したスパイカーから、ティアゴ・モンテイロに代わりレギュラードライバーとしてF1参戦することになった。チームメイトはクリスチャン・アルバース（第11戦ハンガリーGPからはアルバースに代わって山本左近）。マシンの競争力不足から、チームメイトと共にシーズンを通して予選では常に最後方を争うことになる。決勝ではミスも目立ち、7回のリタイアの内5回は、単独でのスピンや他車とのアクシデントによるものとなった。そんな中、第17戦日本GPでは9位でレースを終え、後に8位のヴィタントニオ・リウッツィのペナルティにより8位に繰り上がり、F1での初入賞を果たすとともにスパイカーにチーム初ポイントをもたらした。
2008年はスパイカーを買収したフォース・インディアと契約。チームメイトはベテランのジャンカルロ・フィジケラ。チーム名こそ衣替えしたものの、昨年同様マシンの競争力不足は変わらず、全18戦中11回のリタイアを喫する。第6戦モナコGPでは雨の中、非力なマシンで終盤まで4位を走行したが、後方からキミ・ライコネンに追突されリタイアに追い込まれた。しかしレース後に「黄旗が振られている区間で3台をオーバーテイクした」として警告を受けたため、完走していたとしてもペナルティのため入賞ではなかったことが濃厚。
2009年も引き続きフォース・インディアから参戦。マシンの競争力は不足しており苦戦を強いられているが、雨中のレースとなった第3戦中国GPでは終盤に6位まで浮上しまたしても雨での強さを見せた。しかし、残り6周でクラッシュし入賞を逃した（17位完走扱い）。イギリスGPでは予選で赤旗中断となる激しいクラッシュに見舞われたが、決勝には無事出走している。
ドイツGPではQ1.Q2を余裕を持って勝ち上がり、Q3で自己最高の7番グリッドにつけた。予選を8.9番手で終えたフェラーリの2台より多く燃料を積んでの予選であり、決勝では1回目のピットストップまでのロングランで2位まで順位を上げ、トップを走るルーベンス・バリチェロの直後に着き優勝の期待もされたが、ピットアウト後の1コーナーでキミ・ライコネンと接触。15位までポジションを落とし大きなチャンスを逃した。
イタリアGP予選では自己最高位更新となる予選2位の速さを見せ、フロントロウを獲得。更に決勝ではマシンの特性を活かして初ファステストラップを記録し、自己最高位の4位でゴール。レースや予選で速さを見せた一方で、シンガポールGPではスピンした直後のリカバーでニック・ハイドフェルドに衝突し、次戦の日本GPではシケインに並走状態で進入したヘイキ・コバライネンのラインを強引にふさぎ接触など、他車を巻き込む荒いドライビングも散見されるシーズンとなった。
2010年も引き続きフォース・インディアから参戦。同年のフォースインディアのマシン「VJM03」は開幕戦から高い戦闘力を発揮し、コンスタントにポイントを獲得する過去最良のシーズンとなるも、シーズン途中にテクニカル・ディレクターが離脱したことからチームのパフォーマンスは徐々に低下、シーズン終盤は予選でのQ3進出もままならなくなった。結果、コンストラクターズランキングでウィリアムズチームに6位を奪われた。
2011年も引き続きフォース・インディアから参戦。チームメイトはルーキーのポール・ディ・レスタ。最終的にディ・レスタに15ポイント差をつける42ポイントを奪い、キャリアハイとなるドライバーズランキング9位獲得、全19戦中リタイアは2度のみと悪くないシーズンを送るが、4月に発生していた傷害事件と裁判沙汰もあり（後述）、シーズン終了後にニコ・ヒュルケンベルグと入れ替わる形でF1シートを失う。
2012年はシートを得られず1年間浪人となった。
2013年はヒュルケンベルグがザウバーへ移籍したため空いた古巣・フォースインディアのシートを、ジュール・ビアンキと競った末に獲得し、F1復帰を果たす。ディ・レスタとは2年ぶりとなるコンビ復活。スーティルは開幕戦ではトップを走行し、モナコGPでは5位入賞を果たすなど好調であったが、シーズン中盤にタイヤ規定が変更されると後半戦はディ・レスタともども中団に埋もれる苦しい戦いとなった。チームは翌年へ向けてドライバーを総入れ替えし、マクラーレンから移籍のセルジオ・ペレスと、ヒュルケンベルグがザウバーから戻ることが発表され、スーティルは押し出される形でザウバーへの移籍（2014・2015年の2年契約を結んだとされる）が発表された。
2014年はザウバーに移籍、チームメイトはエステバン・グティエレス（予選成績はスーティルの12勝7敗）。慢性的なチームの資金難とドライブするマシン「C33」の戦闘力不足に泣き、ノーポイントでシーズン終了（決勝最高位は2度の11位）。スーティルとザウバーとの契約は2015年も残っていたが、資金難解決を目論むザウバーチーム首脳が巻き起こした『ドライバー多重契約騒動』の被害に遭い、レギュラーシートを失う。スーティルはチームを告訴し、チューリッヒ最高裁判所はスーティルの弁護団が求めた約4億円の賠償金は妥当だと認める判決を言い渡しスーティルは勝訴した。
2015年のF1シートを得られなかったことから一時はWECへの参戦も検討していたが、ウィリアムズのリザーブドライバーに就任。
2016年のウィリアムズはリザーブドライバーとしてディ・レスタとの契約を発表したため、スーティルのF1との関わりは途切れた。以後の活動としてWEC、DTM、日本のスーパーGTなどへ参戦したい意向があったとされるが、実現はしなかった。

## 暴行事件
2011年、中国GP後に上海のナイトクラブ「M1NT」にて友人でもあるルイス・ハミルトンの優勝祝賀パーティに参加した際、ロータス・ルノーGPを実質運営しているGENI（ジェニイ）・キャピタルのCEOであるエリック・ラックスに傷害を負わせたとして5月17日、GENI側から刑事告訴を受けた。スーティル自身は「割れたシャンパングラスを持っていて、偶然怪我をさせてしまった」と弁解したが、ラックスは首を24針縫う負傷とされ、聴覚障害にも悩まされているとして11億円の損害賠償を請求した。スーパーライセンスの剥奪も噂されたがFIAは事態を静観し、所属チームであるフォース・インディアも即時解雇等の処分はせずに状況を静観する旨の声明を発表した。
しかしシーズン終了後の来年度ドライバー発表でフォースインディアはポール・ディ・レスタとニコ・ヒュルケンベルグの起用を発表、終盤戦で連続ポイント獲得を重ねていたスーティルが放出されたことに関して、この暴行事件及び裁判が影響しているのではないかとされた。
その後もウィリアムズなどのドライバー候補者に名前が挙がるがF1シート確保には至らない状況で年が明けた2012年1月13日、ドイツの警察当局はスーティルを重傷害罪で起訴、ミュンヘンの地方裁判所に召喚された。1月30日に行われた裁判では被害者であるラックスの他、その場に居たジェローム・ダンブロシオも出廷し証言を行い、スーティル側はラックスに「本当に申し訳ないことをしてしまった、意図的に傷つけるつもりはなかった」と釈明し直接謝罪したが翌31日、スーティルに対し執行猶予付きの懲役1年6ヶ月・罰金20万ユーロ(約2000万円)の有罪判決を下した。

## エピソード
- ウェットコンディションの路面を得意とするドライバーで、競争力に乏しいマシンで雨の中度々上位入賞している。フジテレビF1中継では「レインマン」とのキャッチコピーをつけられた。
- 全日本F3にフル参戦していた経歴から、日本人のファンも多い。
- 固定ナンバーは99を選択。理由は99は選べるナンバーで最大の数（2-99の中から選択）であり、「僕はいつでも最大を求めている」からであった。なお、このカーナンバーは後にアントニオ・ジョヴィナッツィが使用していた。
- 暴行事件の発生時、すぐそばにいた「親友」ルイス・ハミルトンは、マクラーレンでの業務を理由に裁判に証人として出廷することを拒んだ。また、スーティルにはその後変更した電話番号も教えず、連絡も取らなかった。この態度にスーティルは「ルイスは臆病者」「そんな男とは友達でいたくない。もっと言えば、彼は男ではない」などとこき下ろした[10]。
- F1グランプリに出場したのは128戦を数えるが、一度も表彰台を獲得したことがなく、F1をドライブした7年間の最高位は2009年イタリアグランプリで獲得した4位であった。2014年ドイツグランプリにて、それまでのピエルルイジ・マルティニの「119戦出場、表彰台未登壇」の記録を塗り替える。その後2017年シンガポールグランプリでニコ・ヒュルケンベルグが記録を更新した[11]が、2025年にヒュルケンベルグが表彰台に上ったことで、再びこの記録は彼のものとなった。
- わずか20台しか生産されていないマクラーレン・セナLMを所有していたが、2020年にモナコで事故を起こし大破してしまった[12]。

## レース戦績

### F3・ユーロシリーズ
| 年     | チーム            | シャシー          | エンジン   | 1         | 2         | 3         | 4        | 5       | 6       | 7        | 8         | 9         | 10       | 11        | 12       | 13       | 14       | 15        | 16       | 17       | 18       | 19        | 20        | 順位 | ポイント |
| ------ | ----------------- | ----------------- | ---------- | --------- | --------- | --------- | -------- | ------- | ------- | -------- | --------- | --------- | -------- | --------- | -------- | -------- | -------- | --------- | -------- | -------- | -------- | --------- | --------- | ---- | -------- |
| 2004年 | チーム・コレス    | ダラーラ F303/012 | メルセデス | HOC 1 Ret | HOC 2 22  | EST 1 Ret | EST 2 13 | ADR 1 4 | ADR 2 7 | PAU 1 11 | PAU 2 Ret | NOR 1 Ret | NOR 2 11 | MAG 1 13  | MAG 2 11 | NÜR 1 15 | NÜR 2 11 | ZAN 1 15  | ZAN 2 15 | BRN 1 15 | BRN 2 17 |           |           | 17位 | 4        |
| 2004年 | ASM フォーミュラ3 | ダラーラ F303/014 | メルセデス |           |           |           |          |         |         |          |           |           |          |           |          |          |          |           |          |          |          | HOC 1 20† | HOC 2 Ret | 17位 | 4        |
| 2005年 | ASM フォーミュラ3 | ダラーラ F305/059 | メルセデス | HOC 1 2   | HOC 2 20† | PAU 1 Ret | PAU 2    | SPA 1   | SPA 2   | MON 1 2  | MON 2 Ret | OSC 1 2   | OSC 2 3  | NOR 1 Ret | NOR 2    | NÜR 1    | NÜR 2 3  | ZAN 1 Ret | ZAN 2 11 | LAU 1 4  | LAU 2    | HOC 1     | HOC 2     | 2位  | 94       |

- 太字はポールポジション、斜字はファステストラップ。(key)
- † : リタイアだが、90%以上の距離を走行したため規定により完走扱い。

### 全日本フォーミュラ3選手権
| 年     | チーム         | シャシ         | エンジン      | クラス | 1     | 2       | 3       | 4       | 5       | 6       | 7     | 8       | 9       | 10      | 11      | 12      | 13        | 14      | 15      | 16    | 17        | 18        | 順位 | ポイント |
| ------ | -------------- | -------------- | ------------- | ------ | ----- | ------- | ------- | ------- | ------- | ------- | ----- | ------- | ------- | ------- | ------- | ------- | --------- | ------- | ------- | ----- | --------- | --------- | ---- | -------- |
| 2006年 | TDP TEAM TOM'S | ダラーラ・F305 | トヨタ・3S-GE |        | FSW 1 | FSW 2 4 | SUZ 1 5 | SUZ 2 3 | TRM 1 3 | TRM 2 1 | OKA 1 | OKA 2 1 | SUZ 1 3 | SUZ 2 3 | AUT 1 6 | AUT 2 3 | FSW 1 Ret | FSW 2 1 | SUG 1 3 | SUG 2 | TRM 1 Ret | TRM 2 Ret | 1位  | 212      |

- 太字はポールポジション、斜字はファステストラップ。(key)

### SUPER GT
| 年     | チーム            | コ.ドライバー                 | 使用車両        | タイヤ | クラス | 1   | 2   | 3   | 4   | 5   | 6      | 7   | 8   | 9   | 順位 | ポイント |
| ------ | ----------------- | ----------------------------- | --------------- | ------ | ------ | --- | --- | --- | --- | --- | ------ | --- | --- | --- | ---- | -------- |
| 2006年 | TOYOTA TEAM TOM'S | 脇坂寿一 アンドレ・ロッテラー | レクサス・SC430 | B      | GT500  | SUZ | OKA | FSW | SEP | SUG | SUZ 10 | TRM | AUT | FSW | 26位 | 6        |

(key)

### F1
| 年     | 所属チーム           | 車番 | ランキング | 獲得ポイント | 決勝最高位・回数 | 表彰台回数 | 予選最高位・回数 | FL記録回数 |
| ------ | -------------------- | ---- | ---------- | ------------ | ---------------- | ---------- | ---------------- | ---------- |
| 2007年 | スパイカー           | 20   | 19位       | 1            | 8位・1回         | 0回        | 19位・3回        | 0回        |
| 2008年 | フォース・インディア | 20   | 20位       | 0            | 13位・1回        | 0回        | 17位・1回        | 0回        |
| 2009年 | フォース・インディア | 20   | 17位       | 5            | 4位・1回         | 0回        | 2位・1回         | 1回        |
| 2010年 | フォース・インディア | 14   | 11位       | 47           | 5位・2回         | 0回        | 4位・1回         | 0回        |
| 2011年 | フォース・インディア | 14   | 9位        | 42           | 6位・2回         | 0回        | 8位・4回         | 0回        |
| 2013年 | フォース・インディア | 15   | 13位       | 29           | 5位・1回         | 0回        | 6位・1回         | 0回        |
| 2014年 | ザウバー             | 99   | 18位       | 0            | 10位・1回        | 0回        | 11位・2回        | 0回        |

| 年     | 所属チーム           | シャシー | 1       | 2       | 3       | 4       | 5       | 6       | 7       | 8      | 9       | 10      | 11      | 12      | 13      | 14      | 15      | 16      | 17      | 18      | 19     | WDC  | ポイント |
| ------ | -------------------- | -------- | ------- | ------- | ------- | ------- | ------- | ------- | ------- | ------ | ------- | ------- | ------- | ------- | ------- | ------- | ------- | ------- | ------- | ------- | ------ | ---- | -------- |
| 2006年 | MF1レーシング        | M16      | BHR     | MAL     | AUS     | SMR     | EUR TD  | ESP     | MON     | GBR    | CAN     | USA     | FRA TD  | GER     | HUN     | TUR     | ITA     | CHN     | JPN TD  | BRA     |        | -    | -        |
| 2007年 | スパイカー           | F8-VII   | AUS 17  | MAL Ret | BHR 15  | ESP 13  | MON Ret | CAN Ret | USA 14  | FRA 17 | GBR Ret | EUR Ret | HUN 17  | TUR 21† |         |         |         |         |         |         |        | 19位 | 1        |
| 2007年 | スパイカー           | F8-VIIB  |         |         |         |         |         |         |         |        |         |         |         |         | ITA 19  | BEL 14  | JPN 8   | CHN Ret | BRA Ret |         |        | 19位 | 1        |
| 2008年 | フォース・インディア | VJM01    | AUS Ret | MAL Ret | BHR 19  | ESP Ret | TUR 16  | MON Ret | CAN Ret | FRA 19 | GBR Ret | GER 15  | HUN Ret | EUR Ret | BEL 13  | ITA 19  | SIN Ret | JPN Ret | CHN Ret | BRA 16  |        | 20位 | 0        |
| 2009年 | フォース・インディア | VJM02    | AUS 9   | MAL 17  | CHN 17† | BHR 16  | ESP Ret | MON 14  | TUR 17  | GBR 17 | GER 15  | HUN Ret | EUR 11  | BEL 10  | ITA 4   | SIN Ret | JPN 13  | BRA Ret | ABU 17  |         |        | 17位 | 5        |
| 2010年 | フォース・インディア | VJM03    | BHR 12  | AUS Ret | MAL 5   | CHN 11  | ESP 7   | MON 8   | TUR 9   | CAN 10 | EUR 6   | GBR 8   | GER 17  | HUN Ret | BEL 5   | ITA 16  | SIN 9   | JPN Ret | KOR Ret | ABU 12  | BRA 13 | 11位 | 47       |
| 2011年 | フォース・インディア | VJM04    | AUS 9   | MAL 11  | CHN 15  | TUR 13  | ESP 13  | MON 7   | CAN Ret | EUR 9  | GBR 11  | GER 6   | HUN 14  | BEL 7   | ITA Ret | SIN 8   | JPN 11  | KOR 11  | IND 9   | ABU 8   | BRA 6  | 9位  | 42       |
| 2013年 | フォース・インディア | VJM06    | AUS 7   | MAL Ret | CHN Ret | BHR 13  | ESP 13  | MON 5   | CAN 10  | GBR 7  | GER 13  | HUN Ret | BEL 9   | ITA 16† | SIN 10  | KOR 20† | JPN 14  | IND 9   | ABU 10  | USA Ret | BRA 13 | 13位 | 29       |
| 2014年 | ザウバー             | C33      | AUS 11  | MAL Ret | BHR Ret | CHN Ret | ESP 17  | MON Ret | CAN 13  | AUT 13 | GBR 13  | GER Ret | HUN 11  | BEL 14  | ITA 15  | SIN Ret | JPN 21† | RUS 16  | USA Ret | BRA 16  | ABU 16 | 18位 | 0        |

- 太字はポールポジション、斜字はファステストラップ。(key)
- † 印はリタイアだが、90%以上の距離を走行したため規定により完走扱い。